# 義莊

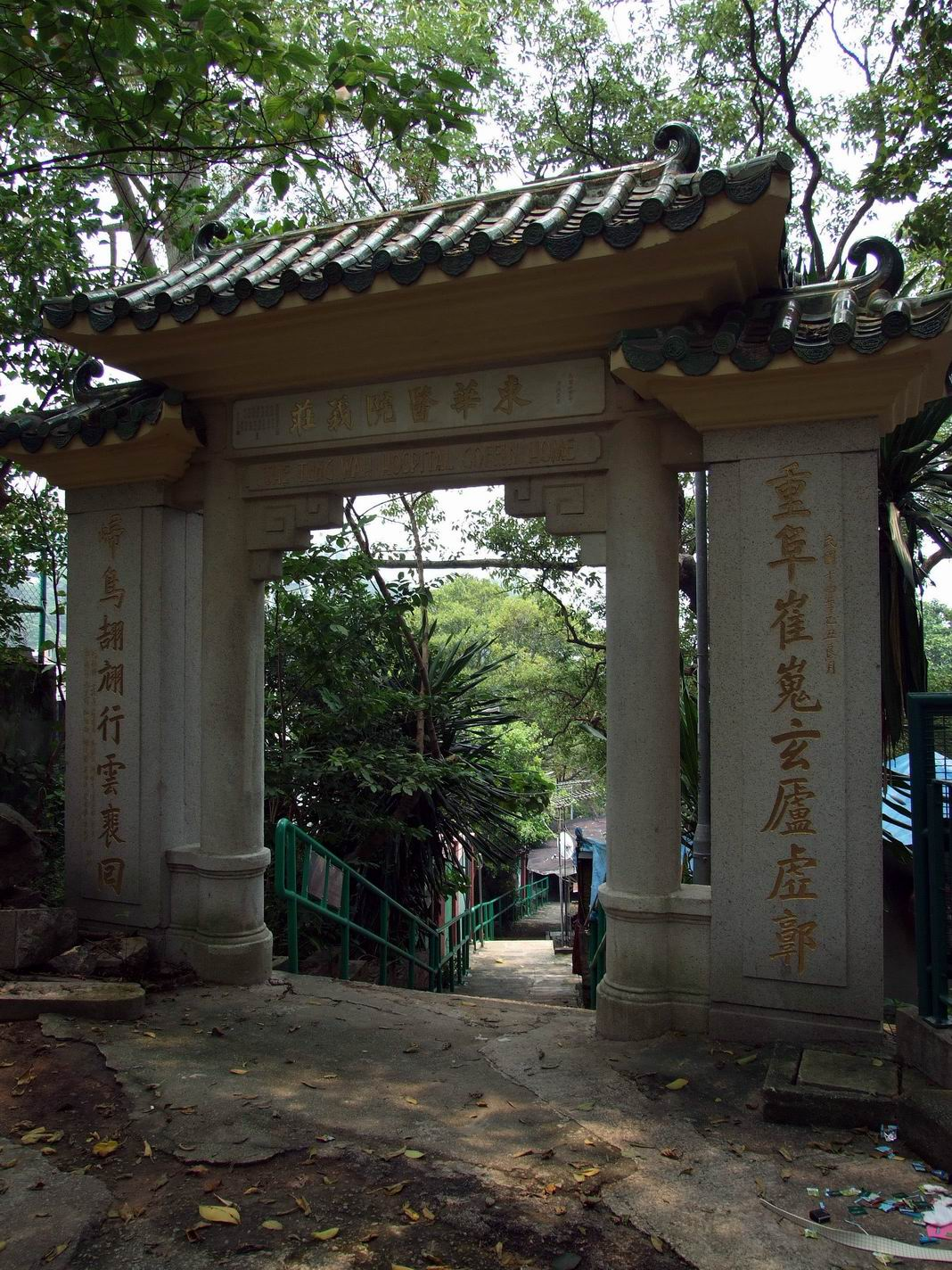
香港東華義莊

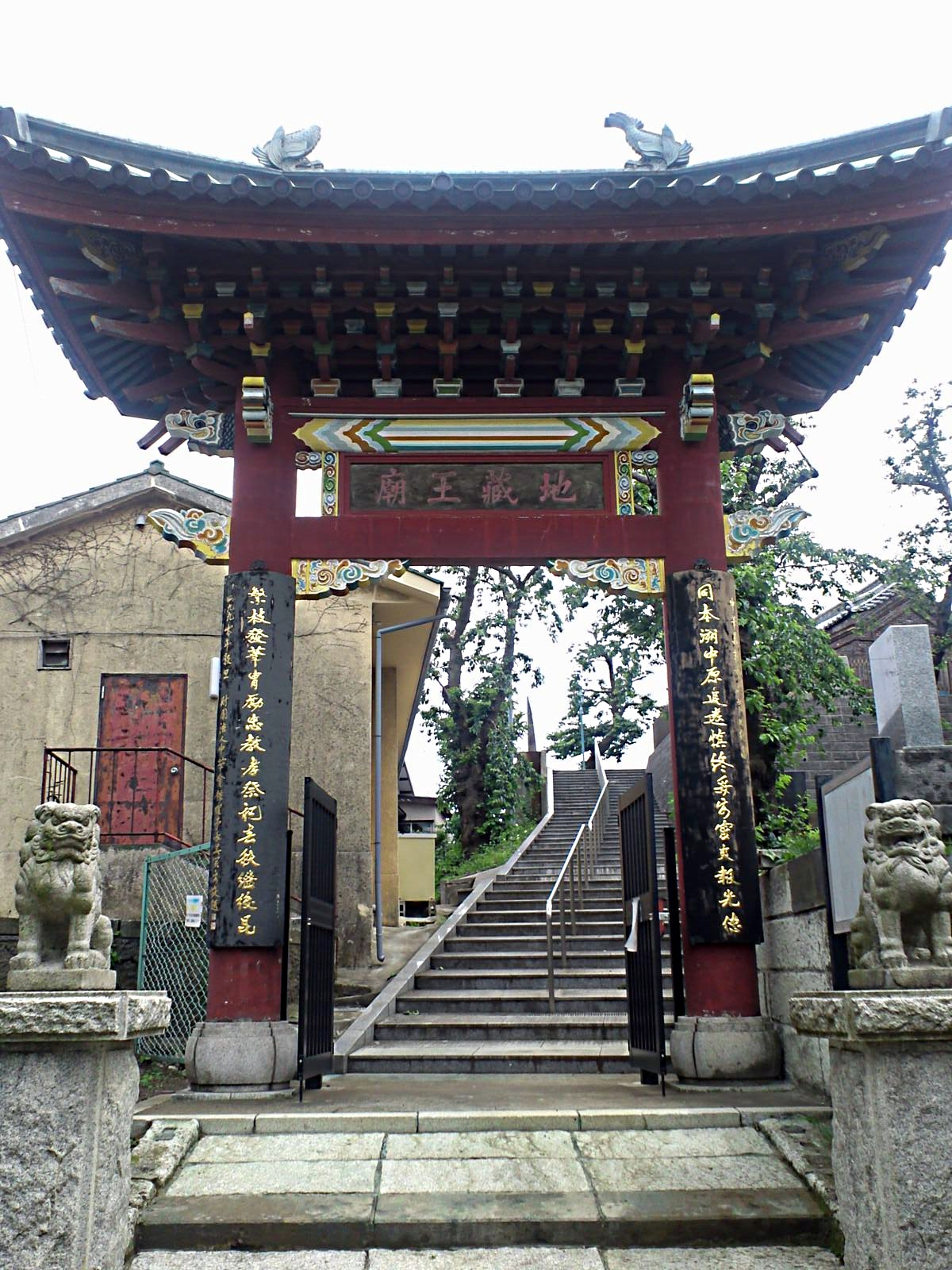
日本橫濱中華義莊

義莊是一種由宗族維護的民間慈善機構，最早为范仲淹在苏州设立的范氏义庄，開創中國民間慈善事業的典範。 舉凡扶幼、養老、婚嫁、喪葬、濟貧、救災、助學，義莊皆在其中發揮作用。
其後，義莊組織在江南地區盛行，特別是在明清時代在台灣和香港蓬勃發展。早期離鄉在外的遊子大都希望死後能夠返鄉安葬，義莊就提供一處暫時擺放棺木的地方。也有些客死異鄉的人，遺體因無人認領而安置在義莊，等待善心人士捐棺助葬。

## 參閲
- 范氏義莊
- 東華義莊
- 中華義莊（日语：中華義荘）
- 義山、公墓